# Angie Bolen
Angie Bolen è un personaggio della serie televisiva Desperate Housewives, interpretato da Drea de Matteo.

## Personaggio
Angie è una donna di origini italiane, sposata con Nick Bolen e madre di Danny Bolen. Angie è una grande esperta di ingegneria, inoltre è un'ottima cuoca esperta nel cucinare le tipiche pietanze italiane, motivo per cui Bree la assume nella sua agenzia catering.
La trama di Angie e della sua famiglia ricordano molto quella di Mary Alice e della famiglia Young, infatti entrambe si sono presentate nel quartiere con falsi nomi e identità, per garantire una vita migliore per i loro figli.
Nel periodo in cui Angie e la sua famiglia hanno vissuto a Wisteria Lane, hanno abitato al N. 4352.

## Personalità
Angie è una donna forte, intelligente ed energica, è schietta e quando parla va dritta al sodo senza giri di parole, però questa parte del suo carattere la fa apparire un po' volgare agli occhi degli altri, infatti non è esattamente una donna molto raffinata. Ha il tipico temperamento italiano, non ama farsi minacciare e quando è il caso non si fa problemi a ricorrere alla violenza. Ama la sua famiglia e farebbe qualunque cosa per difenderla, Angie è una donna gentile e a tratti anche saggia, ma quando è messa alle strette diventa pure manipolatrice e ambigua.

## Antefatti
Angie Bolen, il cui vero nome è De Luca, abitava a New York ed era una giovane studentessa di ingegneria, lasciò gli studi e si unì a un gruppo di eco-terroristi capitanati da Patrick Logan, un uomo pericoloso. Patrick si innamora di Angie e la mette incinta, l'uomo fa saltare in aria un edificio uccidendo un uomo, Angie rimane ferita nell'esplosione e si procura un'ustione alla schiena. Capendo che Patrick è un uomo pericoloso decide di scappare per il bene del bambino; Angie si innamora di Nick, un agente federale sotto copertura, i due fuggono con il figlio di Patrick, Tyler, ribattezzandolo Danny e adottando il nome di Bolen.

## Sesta stagione
Angie Bolen appare nel primo episodio della sesta stagione, quando compra la vecchia casa degli Young insieme al marito e al figlio. Si unisce alle casalinghe di Wisteria Lane, con le quali fa subito amicizia, e viene anche invitata al matrimonio di Susan e Mike. Tornata a casa manifesta al marito Nick la sua preoccupazione per il figlio Danny, dileguatosi dopo il matrimonio. Subito dopo Julie Mayer viene quasi strangolata, e tutto il vicinato si mette alla ricerca del suo aggressore. Tutti puntano gli occhi su Danny, ma lui sostiene la sua innocenza. Susan, arrabbiata, diffonde nel quartiere la voce che Danny è pericoloso, e tutti iniziano a trattare male i Bolen. Danny viene arrestato, ma poi rilasciato per assenza di prove (solo in seguito viene rivelato che lo strangolatore è Eddie Orlofsky). Riferisce di essere orfana di madre, ma in un episodio Katherine Mayfair la scopre a parlare con lei attraverso un cellulare prepagato. Tenta di entrare nell'agenzia di catering di Bree, approfittando del licenziamento di Katherine, ma Bree rifiuta educatamente, ritenendola troppo sfacciata e volgare. Tuttavia, è costretta ad assumerla per la sua bravura nel preparare ricette italiane. Angie riesce a farsi benvolere da Bree e una sera, scoperta la relazione della donna con Karl, la aiuta a non farsi beccare da Orson, rivelandole però che l'ha fatto unicamente per non ferire l'uomo, che ama realmente la moglie.
In seguito il segreto di Angie viene scoperto dalla vicina e infermiera Mona Clarke, poiché Danny le racconta tutto per sbaglio. Mona ricatta Angie, chiedendole 67.000 dollari, ma la donna può dargliene solo 10.000. Le due cominciano a litigare in strada durante la festa di Natale del quartiere. Improvvisamente però un aereo si schianta su Wisteria Lane e Mona viene colpita da un'ala. In ospedale Angie e Nick scoprono che la donna è ancora viva e sta per essere operata; mentre il marito corre a casa a fare i bagagli, Angie rimane in sala d'attesa a pensare a cosa succederebbe se Mona sopravvivesse: lei verrebbe arrestata, in tribunale non confesserebbe niente di ciò che ha fatto diciotto anni prima e verrebbe quindi condannata all'ergastolo senza possibilità di rivedere Nick e Danny. Tuttavia Mona non sopravvive all'intervento e Angie può tirare un sospiro di sollievo.
Durante l'evolversi della storia, la strada su Angie si incrocia con quella di un'altra delle casalinghe, Gabrielle. La Solis, infatti ascolta insieme a Carlos una conversazione fra Angie e Nick e ne deduce che non sono brave persone; perciò impedisce a sua nipote Ana di frequentare Danny, con il quale ha intrapreso una storia. I due ragazzi non vogliono saperne di lasciarsi e così Gabrielle manda Ana a New York trovandole un lavoro come modella. Ana però scappa insieme a Danny e allora Angie e Gabrielle partono alla volta di New York per cercarli. Angie scopre che Danny vive a casa della nonna e così chiede a sua madre di lasciare il ragazzo perché Patrick Logan sorveglia la sua casa e potrebbe fargli del male. Convinta la donna, Angie torna a Wisteria Lane e durante il viaggio di ritorno racconta la sua storia a Gabrielle.
Patrick Logan nel frattempo arriva a Wisteria Lane, intenzionato a vendicarsi di Angie: si reca come cliente alla "Tazza di caffè", il bar dove lavora Danny e fa amicizia con il ragazzo, fingendosi uno scrittore. Successivamente investe con l'auto Nick e ciò mette in allerta i Bolen, che capiscono che l'uomo li ha trovati. Angie torna a casa dopo aver fatto scappare il figlio, ma trova ad attenderla Patrick, che la tiene in ostaggio con una pistola e la obbliga a farle un favore. Angie quindi, tenuta in ostaggio insieme al figlio (che Patrick ha fatto tornare a casa con un inganno), viene obbligata a costruire una bomba, come aveva fatto diciotto anni prima. Attraverso un biglietto nascosto in una teglia di lasagne, Angie riesce ad inviare un SOS a Gabrielle. La donna va in ospedale da Nick, che le chiede di aiutarlo a salvare la sua famiglia. Gabrielle accetta e, poiché Nick si è addormentato in auto per effetto della morfina, entra dalla finestra in casa Bolen e slega Danny. Nel frattempo Angie, ultimata la bomba, è stata costretta da Patrick a seguirlo; l'uomo, in auto le rivela che ha piazzato l'ordigno nell'armadio in casa sua e preme il detonatore. Angie scende dalla macchina disperata e corre verso casa per salvare il figlio, ma poi si gira e dice a Patrick che ha posizionato la bomba all'interno del detonatore. Patrick capisce troppo tardi di aver perso la guerra e muore nell'esplosione della sua auto. Alla fine dell'episodio, i Bolen e Gabrielle si trovano alla stazione dei pullman: Gabrielle dà dei soldi ad Angie per il viaggio, lei la ringrazia per tutto ciò che ha fatto per la sua famiglia, le due si abbracciano e si dicono addio per sempre. Dopo che Gabrielle se ne va, Angie e Nick dicono a Danny che loro due partiranno per Atlanta, mentre lui andrà a vivere a New York, lontano dalla loro vita fatta di fughe continue (l'FBI è ancora sulle loro tracce) e libero di vivere il suo amore con Ana.
Dopo questo episodio Angie, Nick e Danny non verranno né più visti né menzionati.